# 天国での死
「天国での死」（てんごくでのし、原題: "Death in Heaven"）は、イギリスのSFドラマ『ドクター・フー』の第8シリーズ第12話にして同シーズンの最終話。2014年11月8日に BBC One で初放送された。11月1日に放送された「ネザースフィア」との二部作の後編として、番組製作総指揮スティーヴン・モファットが脚本を執筆しレイチェル・タラレイが監督を担当した。
本作は肯定的なレビューを受け、脚本・演出・演技が批評家により称賛された。ゴメスはレビュー中で常に高く評価され、彼女を第8シリーズのハイライトであるとするレビューも多かった。
オープニングは通常のエピソードから僅かに変更が加えられた。アバンタイトルでクララ・オズワルド（演:ジェナ・ルイーズ・コールマン）は生き残るためにサイバーマンに対して自身がドクターであると告げており、それを受けてオープニングで表示されるカパルディの顔がコールマンのものに差し替えられていた。

## プロット

### あらすじ
ミッシー（演:ミシェル・ゴメス）は正体を明かした直後、全世界の使者をサイバーマンと呼ばれるサイボーグとして復活させるため、地球全域に黒い雲を広げる。彼女はUNITに拘束され、ドクター（演:ピーター・カパルディ）を有事の際の地球大統領に任命するという新制度に基づいてドクターは地球大統領として大統領専用機に搭乗する。しかしミッシーは自らの拘束を解除してUNITの職員を次々に殺戮し、大統領専用機の撃墜に成功する。
その頃、クララはサイバーマン化した恋人のダニー・ピンク（演:サミュエル・アンダーソン）と再会していた。彼は完全にアップグレードされておらず、楽になるために感情抑制装置の解除を彼女に要求する。その場にドクターとミッシーも合流し、ミッシーは旧友のドクターが自分と同様の存在であることを証明するため、敵を殺すほど兵力を増すサイバーマンの軍団の指揮権を譲渡する。ドクターはそれを拒絶し、指揮権をダニーへ譲渡する。
ダニーがサイバーマンを爆破して雲を焼き払ったことで事態は終息する。ミッシーはサイバーマン化していたレスブリッジ・スチュワート准将に撃たれて消滅し、クララとドクターは旅に区切りをつけてそれぞれの人生を歩むことにする。クララは死亡したダニーがネザースフィアから戻ってきたと、ドクターは故郷ガリフレイを発見したと嘘をつき、その場を後にする。

### 連続性
ミッシーの正体がマスターであると全編に亘って明かされている最初のエピソードとして、「天国での死」にはこれまでに登場したマスターへの言及が複数盛り込まれている。オズグッドは「鳴り響くドラム」（2007年）での出来事を含め、マスターが関与した地球上の出来事に言及する。エアフォースワンにドクターが搭乗する際に彼が言及した空中空母ヴァリアントも同じく「鳴り響くドラム」で初登場しており、マスターが防衛相時代に製造を監督した兵器であった。ミッシーが使用するフレーズ "Oh, my giddy aunt" は2代目ドクターとの掛け合いに由来する。
ケイトがサイバーマンの舞台の前に投げた旧型のサイバーマンの頭部は1968年の The Invasion のものである。The Invasion では「ネザースフィア」「天国での死」と同様にサイバーマンがセント・ポール大聖堂の付近を侵略していた。
ミッシーがドクターに告げたガリフレイの座標 10-0-11-00:02 は4代目ドクターの「火星のピラミッド」（1975年）で初めて言及された。

## 製作
「天国での死」の台本の読み合わせは2014年6月12日に行われた。製作は前話「ネザースフィア」と重複し、UNITを含む冒頭のシーンは「ネザースフィア」の最終シーンに先駆けて撮影された。主要撮影は2014年7月21日に完了した。
大統領専用機でミッシーが椅子に拘束されているシーンは、「時の終わり」で10代目ドクターがマスターにより椅子に拘束されていたシーンとパラレルになるよう執筆された。

## 放送と反応
放送当夜の視聴者数は545万人、タイムシフト視聴者を合算すると760万人を記録した。Audience Appreciation Index は83であった。これは前話「ネザースフィア」を下回る結果となった。

### 批評家の反応
| 専門評論家によるレビュー | 専門評論家によるレビュー |
| レビュー・スコア         | レビュー・スコア         |
| 出典                     | 評価                     |
| ------------------------ | ------------------------ |
| The A.V. Club            | A-                       |
| ペースト                 | 9.1                      |
| SFX                      | [ 11 ]                   |
| TV Fanatic               | [ 12 ]                   |
| CultBox                  | [ 13 ]                   |
| IndieWire                | A+                       |
| IGN                      | 9.1                      |
| ニューヨーク・マガジン   | [ 15 ]                   |
| ラジオ・タイムズ         | [ 16 ]                   |
| デイリー・テレグラフ     | [ 17 ]                   |

本作は非常に肯定的にレビューされた。ガーディアン紙のダン・マーティンはミシェル・ゴメスの演技を称賛し、マスターに相応しい悪意と狂気があったとした。また、彼はミッシーの死がロジャー・デルガードのマスターの時代に対応しているとも指摘した。彼は最終回を「アクションが詰まっていて、妥協がなく、真の感情に満ちている」と総括した。デイリー・テレグラフのマイケル・ホーガンは、ダニー・ピンクが「途方もない送別」を受けたとし、また、ミッシーが今後再登場しないのであればそれは恥ずべきことであるとも主張した。ホーガンはレスブリッジ・スチュワート准将を演じたニコラス・コートニーの合図が2つあるとも指摘し、最終的に本作に星4つを与えた。SFXのデイヴ・ゴールダーも星4つを与えたが、墓地でのダニーの最後の瞬間などいくつかの部分を批判し、「ネザースフィア」ほどの怖ろしさはないと評価した。全体として彼は「非常に楽しめるシリーズフィナーレだった」と主張した。

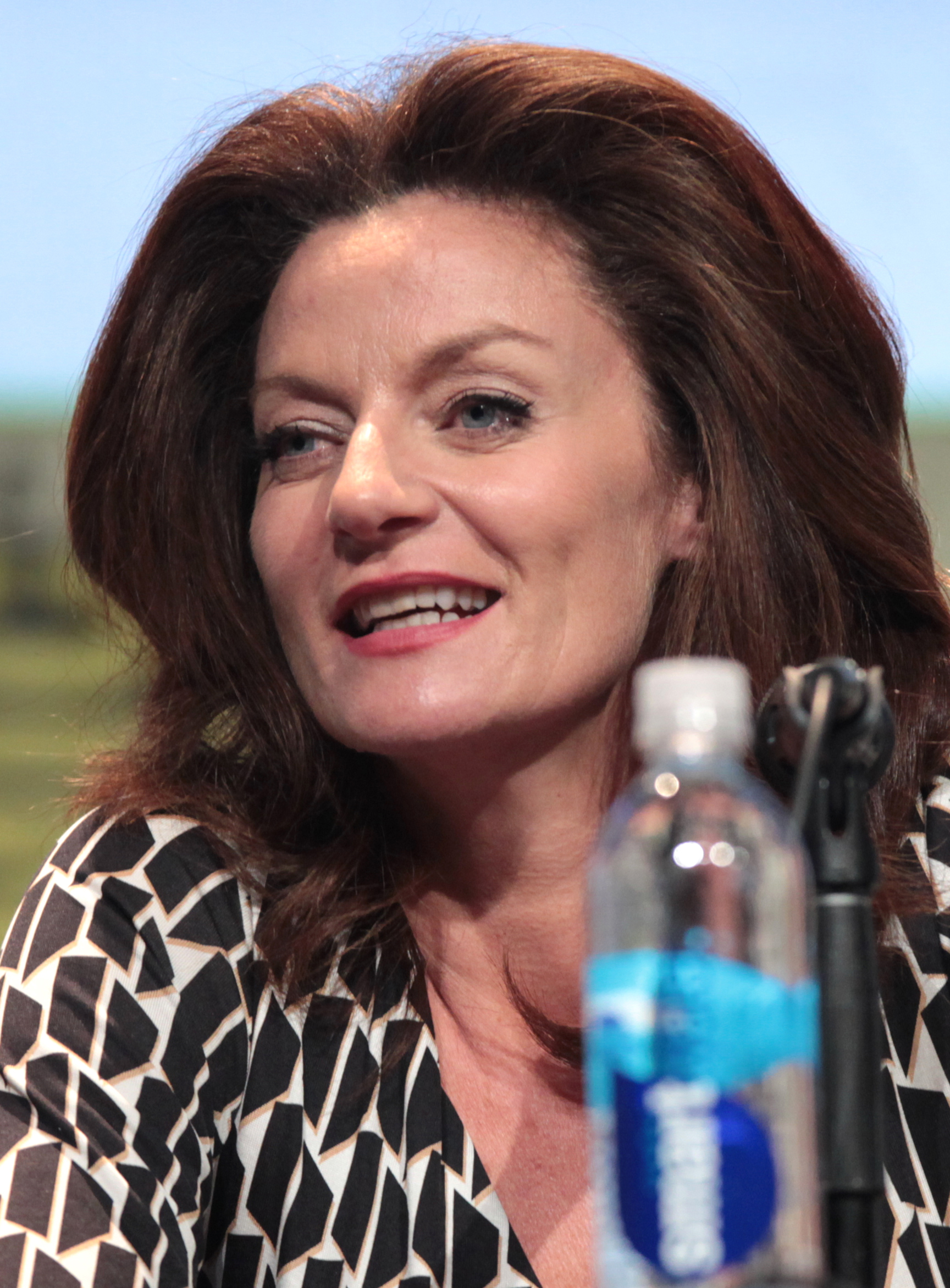
ミシェル・ゴメスはミッシー役で高く評価された。

IGNのマット・リズレイは本作に9.1点を与え、「カパルディの熟達した最初のシーズンの強力で情緒的なフィナーレ」と評価した。また、彼はミシェル・ゴメスの演技を称賛した。しかし、サイバーマンの使用とプロットの破綻には批判の言葉を述べた。The A.V. Cludのアラスデア・ウィルキンスは本作をA-と評価して「今シーズンの甘苦い結末」と述べた。第8シリーズの総括として、彼は「『ドクター・フー』の最も複雑で情緒的に飛んだシーズンの1つに思いを馳せることになる」とコメントした。
デン・オブ・ギークのサイモン・ブリューは肯定寄りのレビューをした。彼はミシェル・ゴメスとピーター・カパルディおよびジェナ・コールマンの演技を称賛したが、「ネザースフィア」終盤の3つのクリフハンガーのうち最も弱いと考えていたサイバーマンには批判的であった。また、彼は複数のプロットの破綻と、大統領専用機から自由落下するドクターがターディスを呼び出すという受け入れがたい展開も批判した。彼はサンジーブ・バスカーの出番の少なさ、あるプロットポイントが解決されていないことにも落胆した。しかし、彼は本作が2005年に新シリーズが始動して以来の良いフィナーレの1つであると確信した。
The Register はレビュアーごとに反応が割れた。ブリッド＝アイン・パーネルは「このフィナーレは、シーズンの残りの部分の雑然とした泥沼から自分自身を持ち上げることができなかった。意味が通らず、ばかげていて、矛盾していて、ただ魅力的ではなかった」と評価した。彼女はプロットの破綻に批判的であり、マスターがどう復活したかについて説明がない点も批判した。しかし彼女はゴメスの演技については本作で最高の部分だと喜び、彼女を「素晴らしい」と評価した。ギャヴィン・クラークはターディスで激昂するドクターのシーンについて「これは予想外の瞬間で、彼のコンソールの破壊はうねるような音楽の上での静寂のために、より強力なものになった」と評価し、「天国での死」は概ね成功を収めたとした。彼の同僚のジェニファー・ベイカーは「雨と雲と受粉の論理的根拠は混乱するが、ゾンビのサイバーマンが墓から出てくるのはそれだけの価値があった」と評価した。Metro のダン・ウィルソンは多くの展開が回収されないまま放置されていると指摘したが、ミシェル・ゴメスには肯定的であった。